# Edirne
Edirne (dříve Adrianopolis, česky též Drinopol) je město ležící v evropské části současného Turecka. Bylo založeno císařem Hadriánem jako Hadrianopolis a v současné době má cca 120 000 obyvatel. V minulosti bylo okolí města díky své strategické poloze místem řady významných bitev.

## Historie
Toto místo bylo osídleno již dlouho před založením Hadrianopole. Podle řeckých mýtů zde založil město Orestés a pojmenoval ho po sobě – Orestias. Bezprostředně před Hadrianem zde však již stála thrácká osada. Hadrianus tuto osadu přeměnil na město, přestavěl ho a ustanovil hlavním městem thrácké provincie. Poblíž města byl roku 323 poražen Licinius a o 55 let později zde byl v bitvě s Góty (378) zabit císař Valens. V roce 813 bylo město dobyto Bulhary a chán Krum přesídlil jeho obyvatele na sever za Dunaj.
Za dob latinského císařství, roku 1205, zde bulharský car porazil křižáky a o několik let později ho obsadil Theodoros Komnenos Dukas, kterého však Bulhaři o tři roky později porazili. Sultán Murad I. obsadil toto město roku 1360 a mezi lety 1365 a 1453 to bylo hlavní město celé Otomanské říše. Narodil se zde i sultán Mehmed II., který později dobyl Konstantinopol.
Díky své významné poloze bylo častým terčem útoků a často se zde měnili vládcové. Město střídavě patřilo Řekům, Bulharům, Turkům nebo dokonce Rusům.

## Historické mosty
Edirne, které bylo hlavním městem do roku 1453, leží na hlavní tranzitní cestě spojující Evropu s Malou Asií. Jelikož část starého města se nachází uvnitř půlkruhovité smyčky řeky Tundža, která je sice široká ale převážně mělká, byla zde postavena řada kamenných mostů spojujících staré město se severní, západní a jižní částí města. Od severu k jihu, po proudu řeky Tundže se jedná o mosty v následujícím pořadí:
- Most Fatih Köprüsü (v překladu Dobyvatelský most, souřadnice: 41°41′24,8″ s. š., 26°33′22,89″ v. d.) spojuje město se starým palácem s věží Adalet Kasrı na palácovém zahradním ostrově (dnes ostrov se zápasnickým ringem). Roku 1452 za Sultána Mehmeda Dobyvatele postavený most se třemi lehce zašpičatělými oblouky a otvory nad oběma nosnými pilíři je dlouhý 34 m a široký 4 m.

- Most Kanuni Köprüsü (též zvaný turecky Kanuni Sultan Süleyman, Sultán Sulejman Zákonodárce, souřadnice: 41°41′13,51″ s. š., 26°33′31,37″ v. d.) spojuje starý palác s městem. Postaven byl v letech 1553 až 54 za Süleymana I. stavitelem Mimarem Sinanem. Mostovka je tažena na protáhlé klenbě přes čtyři lehce zašpičatělé oblouky, které se stýkají s nosnými pilíři pod normálovou hladinou, takže působí velmi plochým dojmem. Nosné pilíře nemají žádné otvory a jsou chráněny proti proudu tříhrannými břity. Most dlouhý 65 m byl rozsáhle renovován v roce 2007.

- Most Saraçhane Köprüsü (též zvaný Sultánův most, turecky Şahabettin Paşa-Sultan Mustafa Köprüsü nebo turecky Horozlu Köprüsü, souřadnice: 41°41′8,15″ s. š., 26°33′15,67″ v. d.) nese jméno po bejlerbejovi Rumélie) jménem paša Hadım Şehabeddin na dvoře Murada II. Postaven byl na jižním konci palácového zahradního ostrova roku 1451 jako spojnice paláce s městem. Most dlouhý 120 m a 5 m široký s plochou klenbou na deseti pilíři různé velikosti byl též rozsáhle renovován v roce 2007.

- Mosty Bayezid Köprüsü a Yalnızgöz Köprüsü (souřadnice: 41°41′3,59″ s. š., 26°32′38,74″ v. d. a 41°40′57,79″ s. š., 26°32′48,01″ v. d., první nazvaný po sultánovi Bajezidovi II. spojují Sultan Bayezit II. Külliyesi s městem. Bayezid Köprüsü postavený roku 1488 Mimarem Hayrettinem překlenuje vedlejší rameno Tundže šesti oblouky. Přes druhé rameno roku 1567 postavený most Yalnızgöz Köprüsü s jedním velkým obloukem a sedmi propustmi má charakter hráze sloužící k regulaci řeky a rovněž se vztahuje k Mimarovi Sinanovi.

- Most Gazi Mihal Köprüsü (souřadnice: 41°40′35,81″ s. š., 26°32′29,98″ v. d.) na západě starého města stojí na místě bývalého římského mostu, ze kterého zbylo jen několik jinde použitých kamenů. V 15. století zbudoval Gazi Mihal Bey na tomto místě most, který byl v 19. století nahrazen současným mostem, který měří oběma koryty za vysokého vodního stavu 190 m a je tvořen dlouhou řadou segmentových oblouků. Kvůli hustému provozu na silnici D-100 byl několik metrů vedle později zbudován nový železobetonový most.

- Ocelový železniční most z 20. století kříží Tundžu několik set metrů jižně po proudu.

- Most Ekmekcioglu Ahmet Pasha přes řeku Tundžu (často jen zkráceně turecky Tunca Köprüsü, souřadnice: 41°40′4,28″ s. š., 26°33′15,05″ v. d.) a nový most přes Maricu (turecky Meriç Köprüsü, souřadnice: 41°39′48,38″ s. š., 26°33′7,71″ v. d.) spojují staré město s jihem a dodnes jsou součástí silnice do Řecka. Most Ekmekcioglu Ahmet Pasha byl postaven v letech 1607 až 1615, je 135 m dlouhý s osmi oblouky. Dva oblouky byly zničeny za 2. světové války a dlouho nahrazené pomocnou ocelovou konstrukcí. Teprve v roce 2007 byl v rámci rozsáhlé rekonstrukce obnoven v původním stylu. Most Meriç Köprüsü byl postaven teprve v roce 1842, ačkoliv vypadá starší. S celkovou délkou 235 m a dvanácti kruhovými oblouky s otvory nad pilíři je nejdelším mostem v Edirne.

### Galerie historických mostů v Edirne

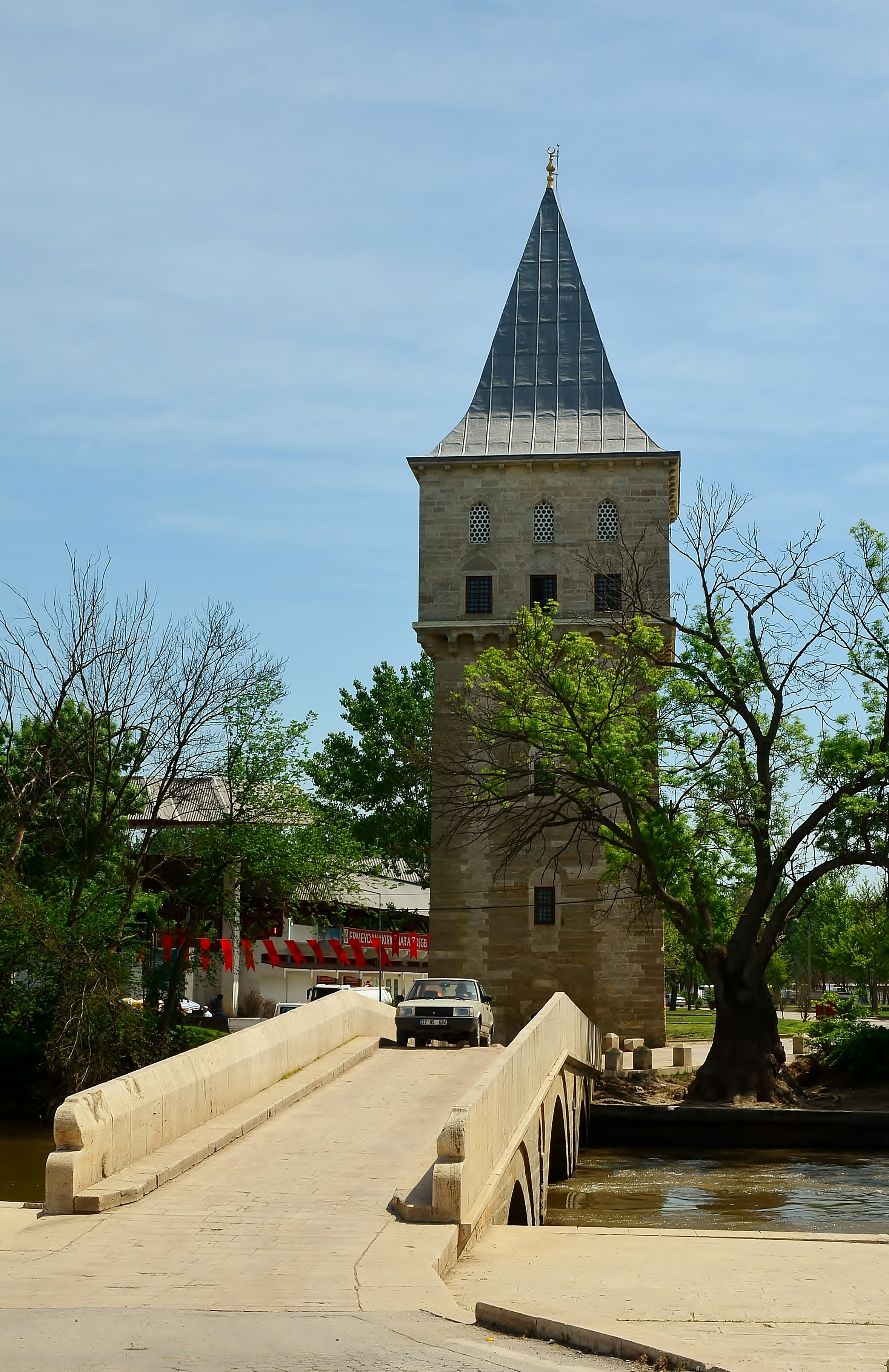
Most Fatih Köprüsü přes Tundžu
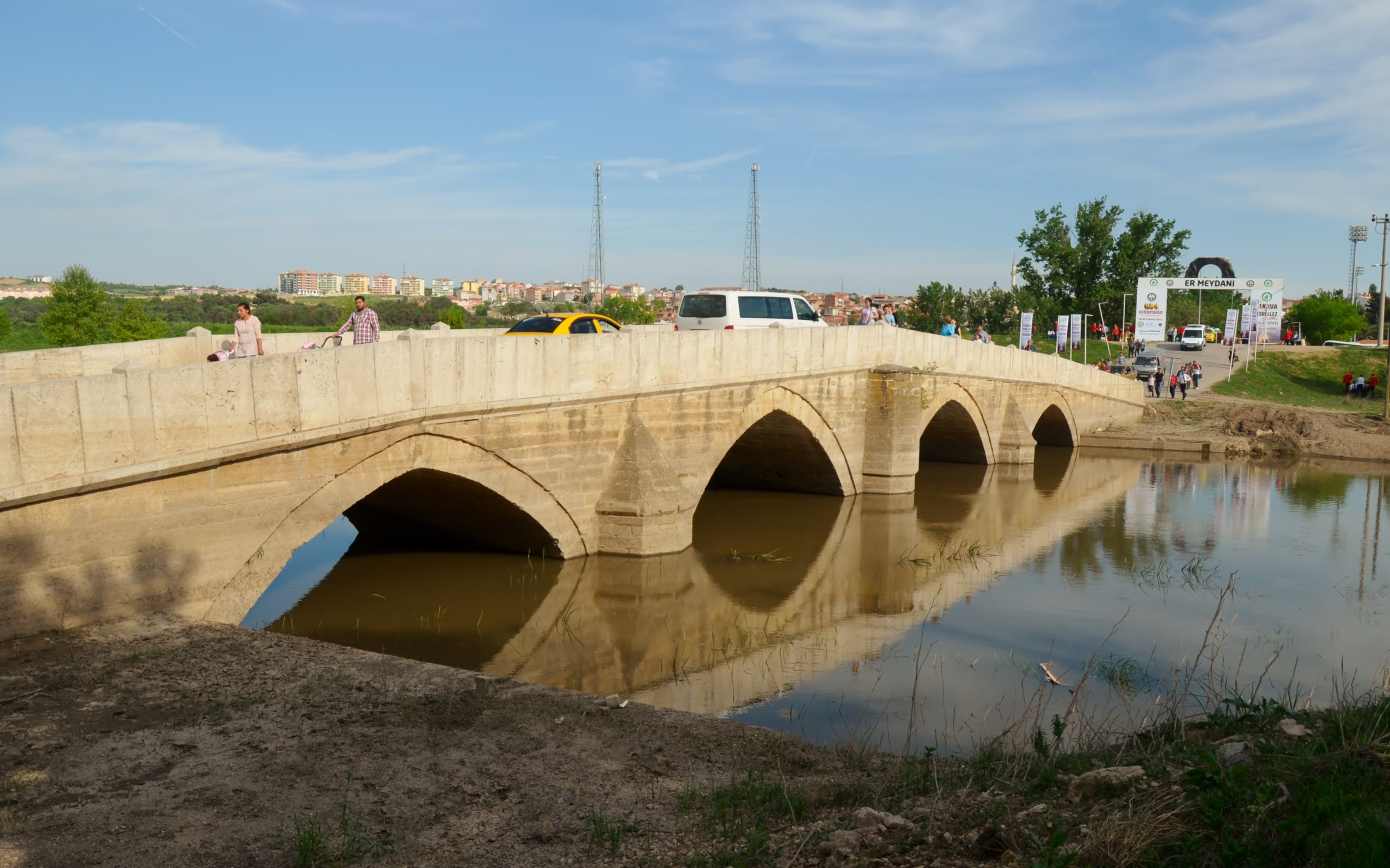
Most Kanuni Köprüsü
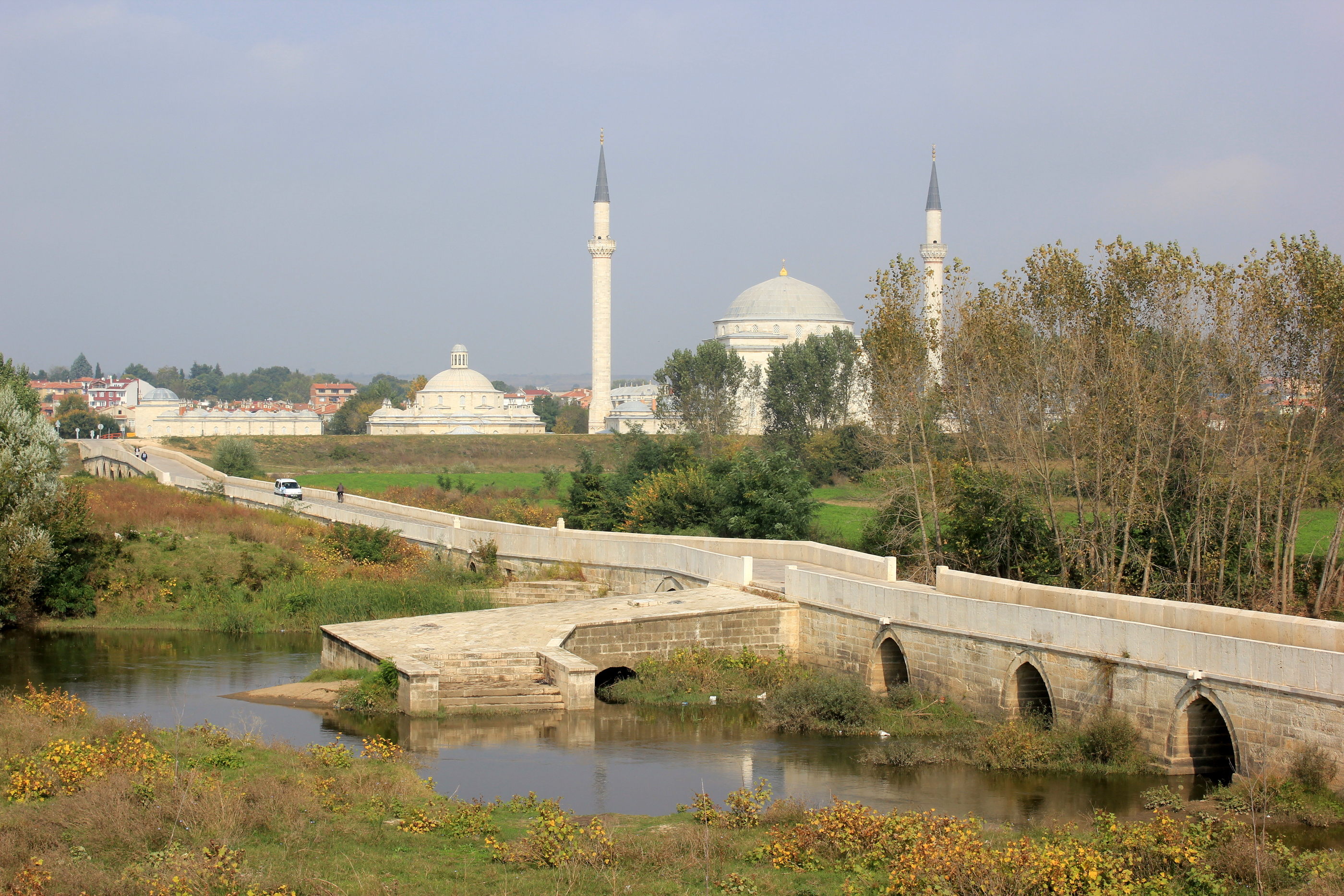
Most Yalnızgöz Köprüsü v popředí a Bayezid Köprüsü v pozadí
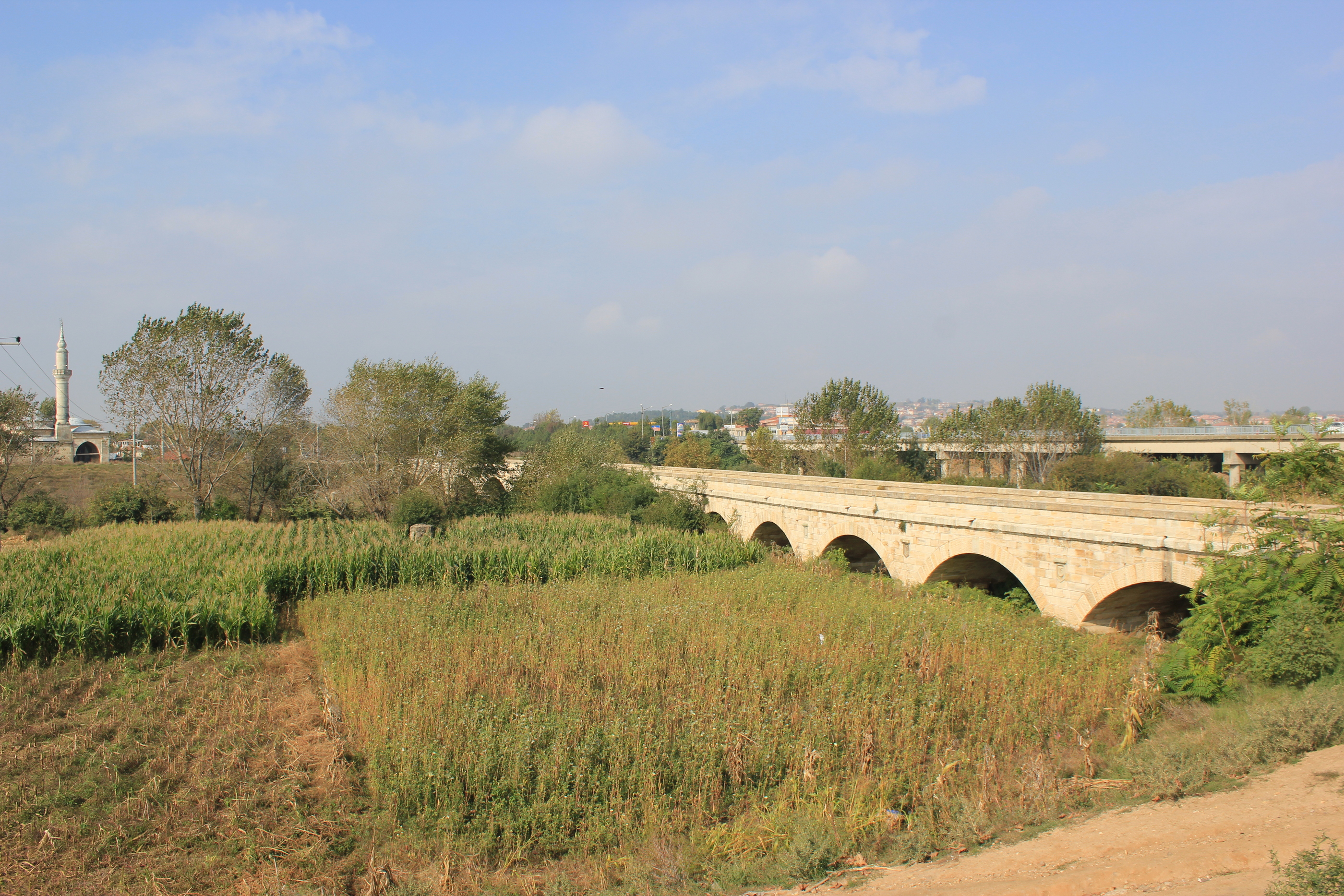
Most Gazi Mihal Köprüsü s novým železobetonovým mostem v pozadí
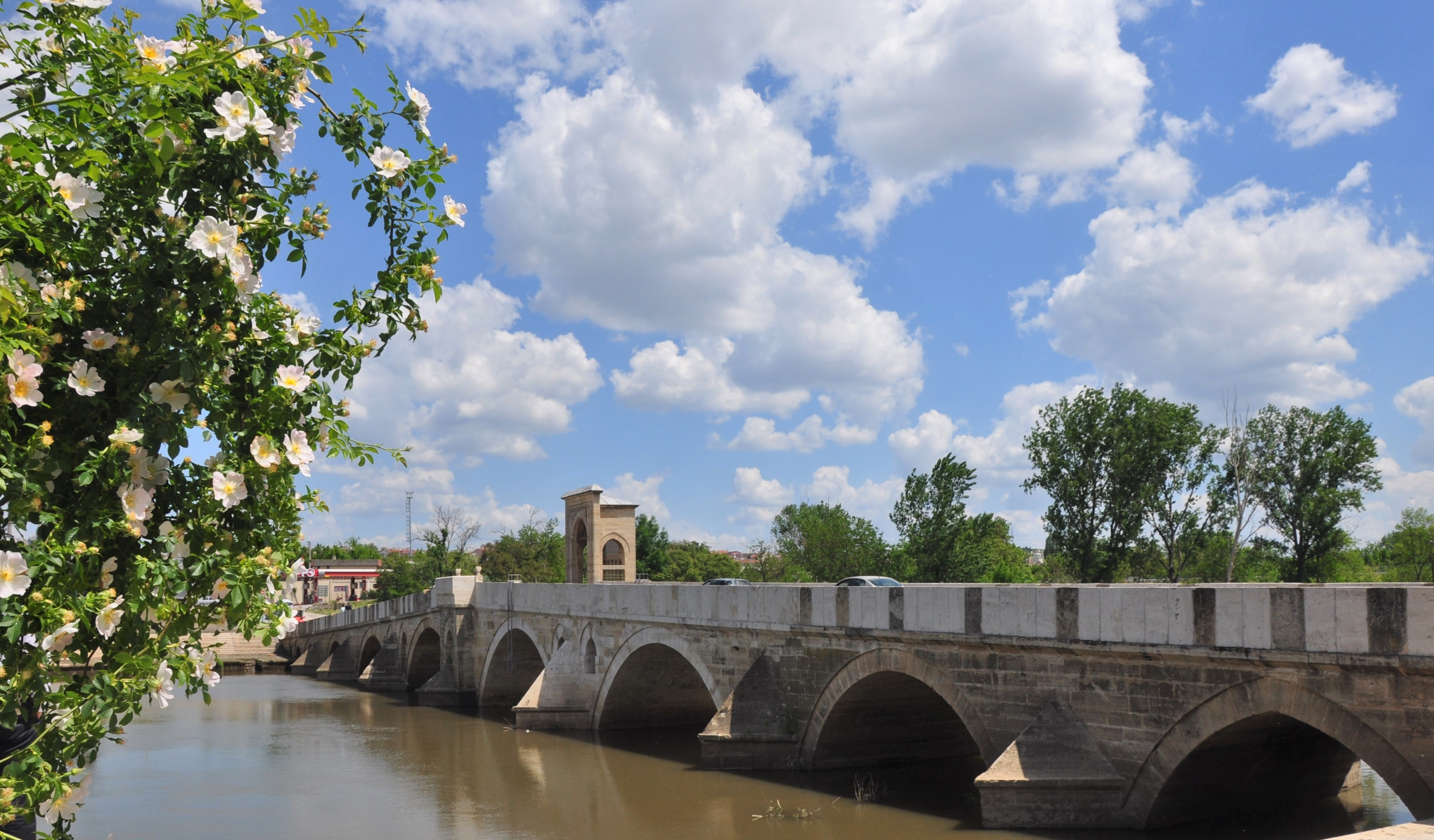
Ekmekcioglu Ahmet Pasha
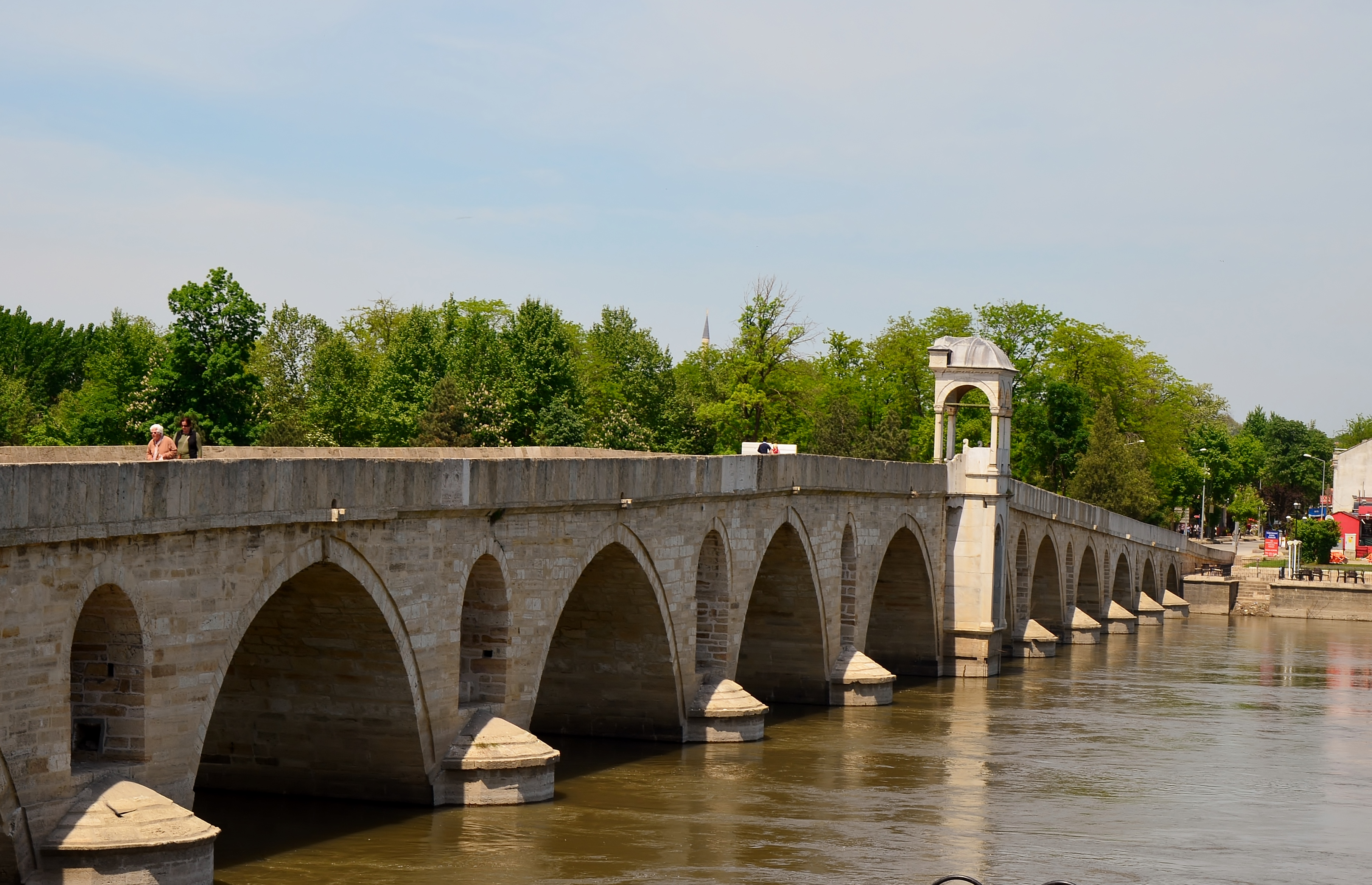
Most Meriç Köprüsü přes Maricu

## Galerie

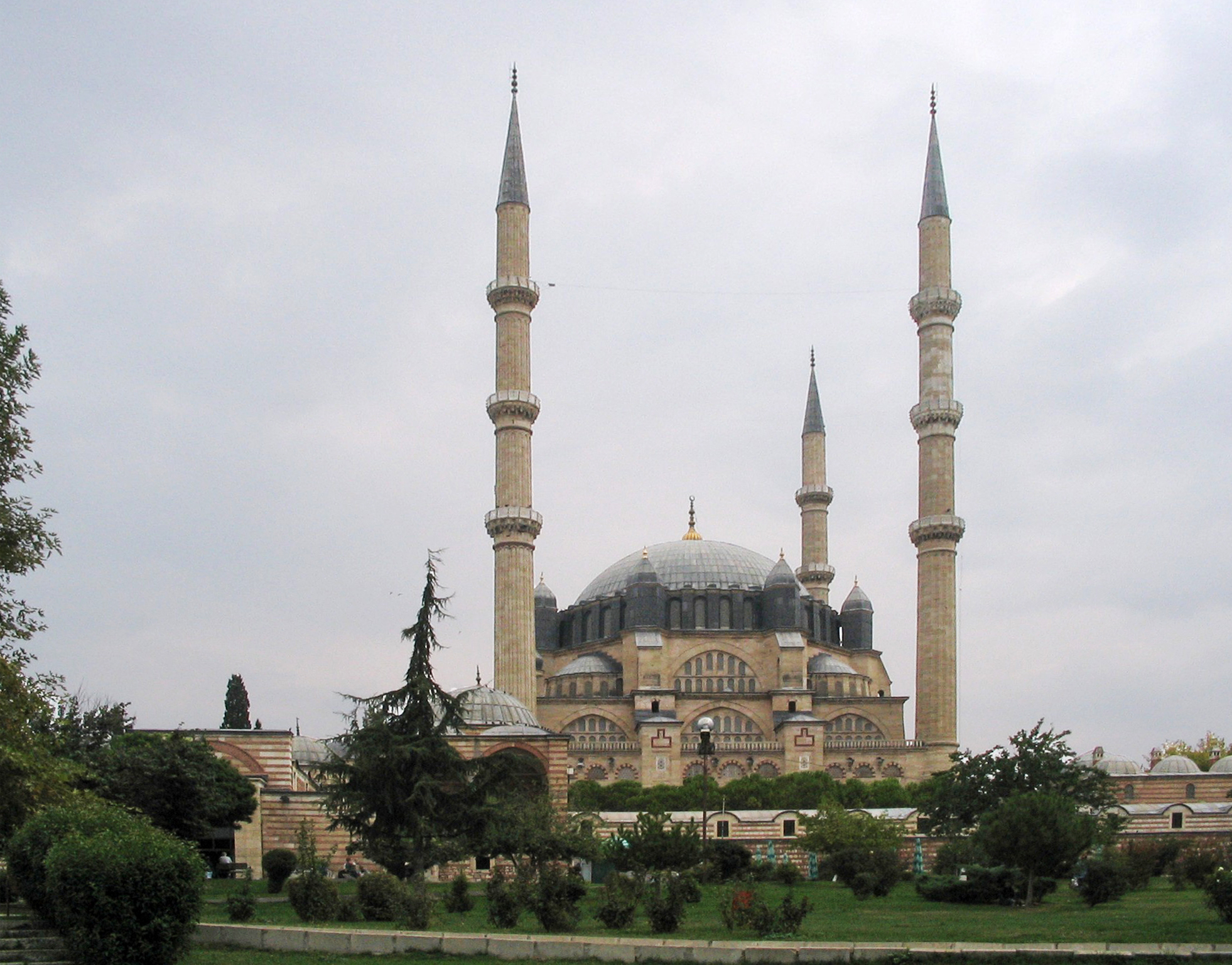
Selimova mešita
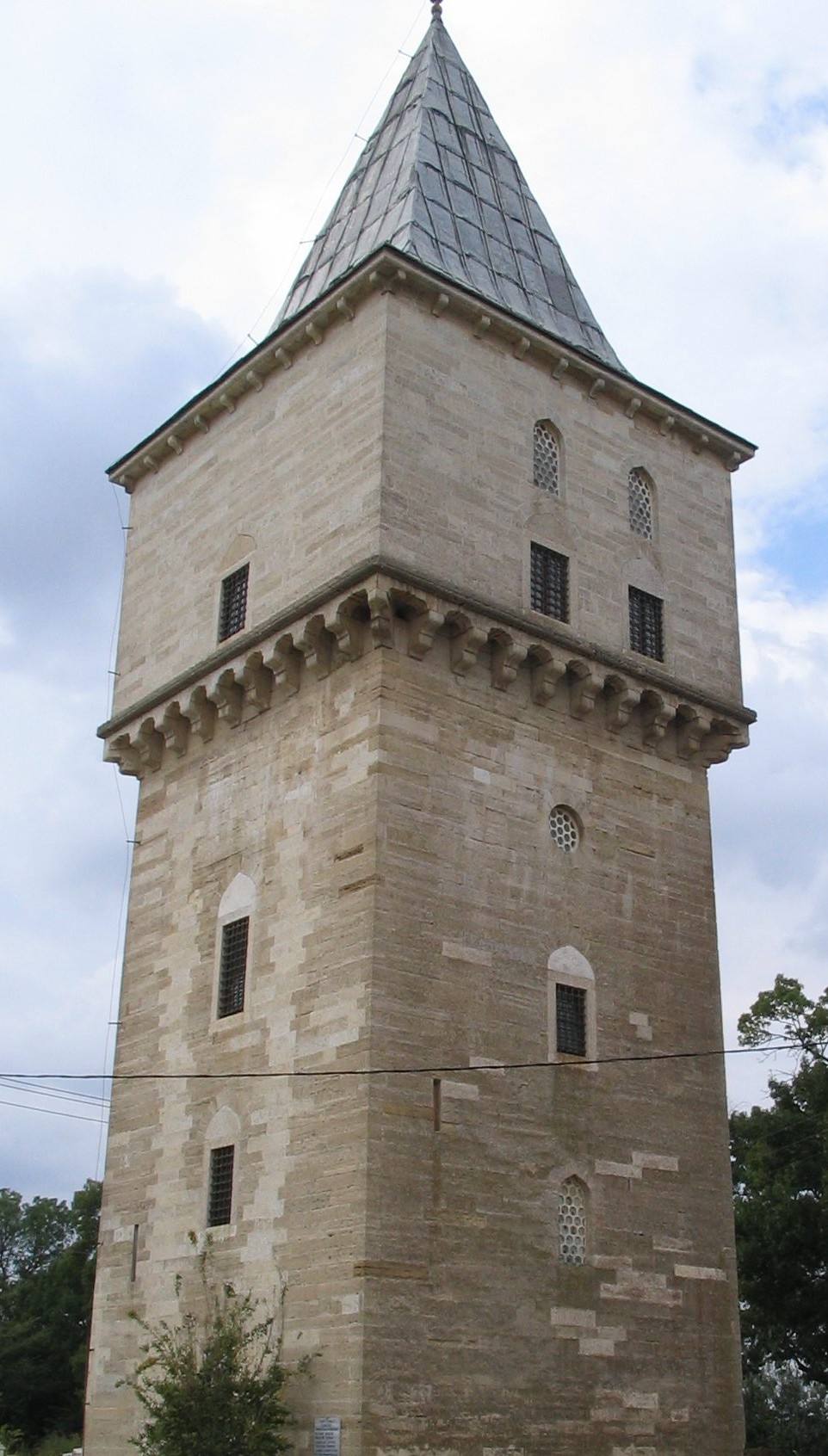
Věž
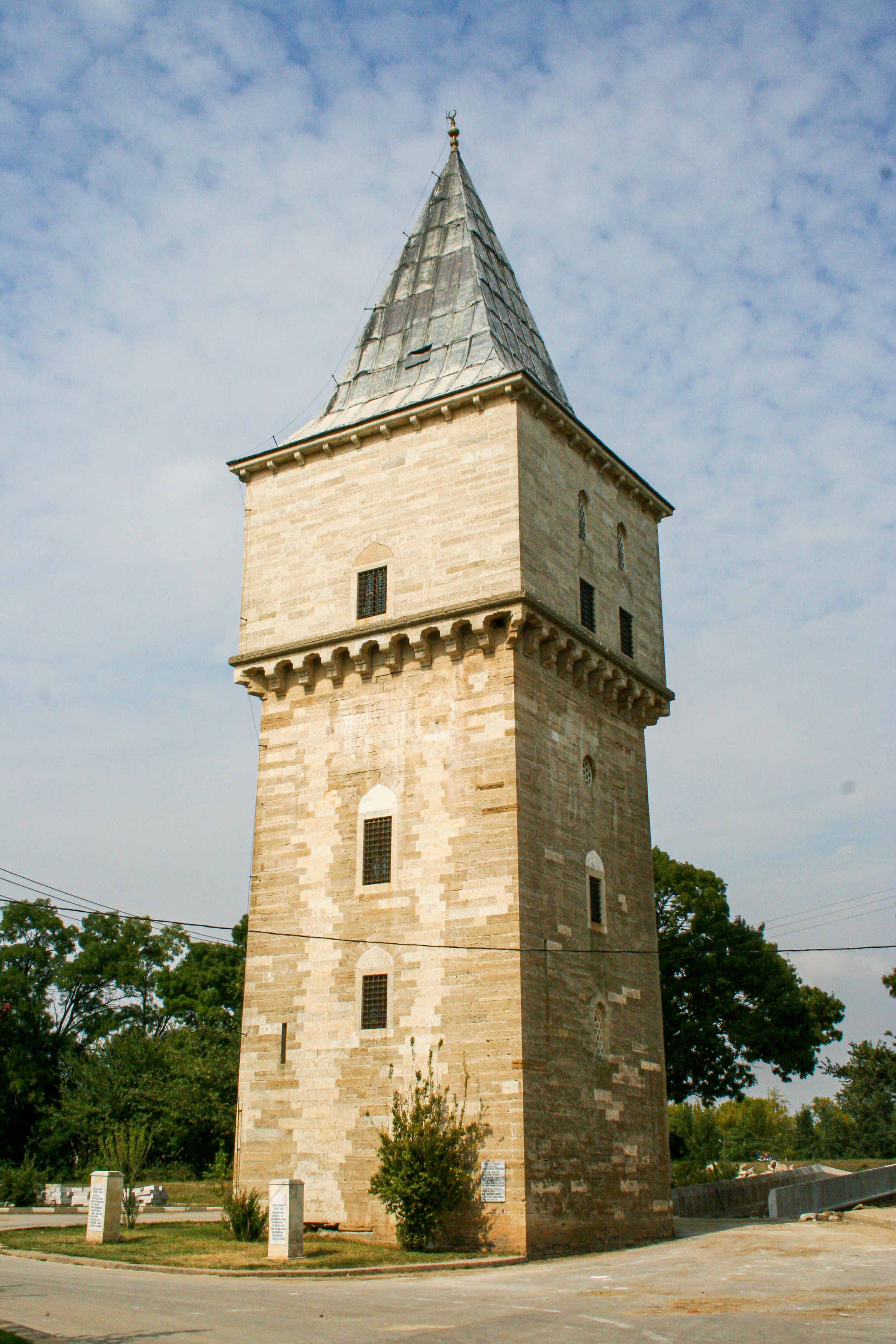
Věž
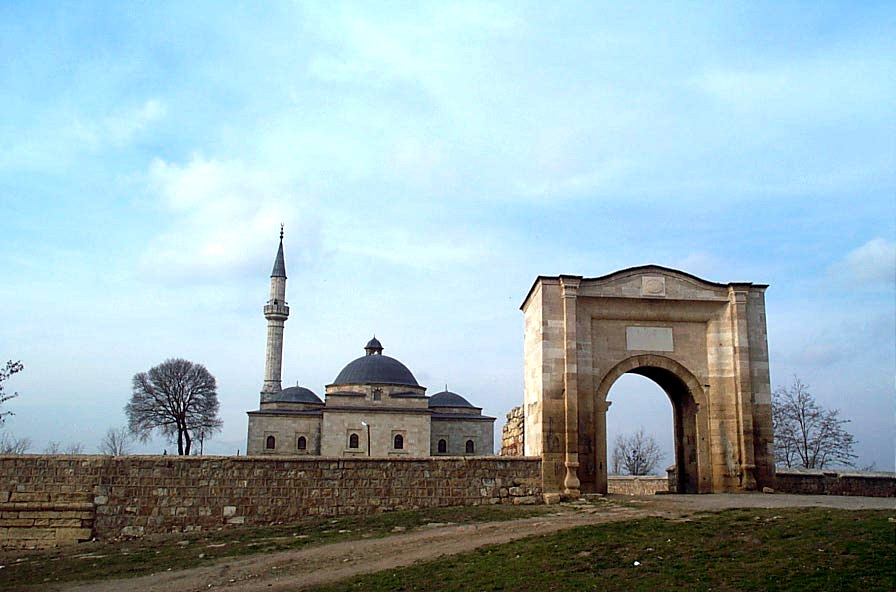
Hřbitov
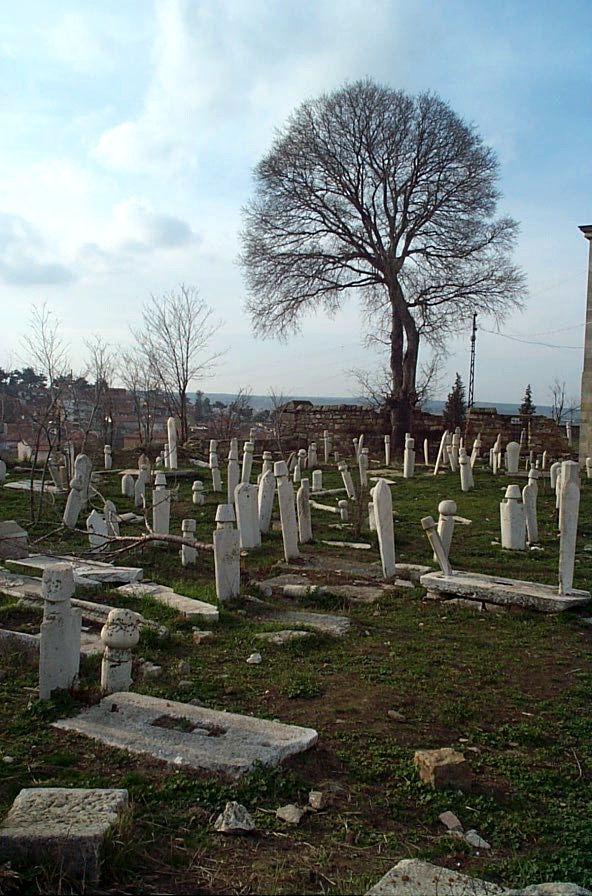
Hřbitov